# Pero fortunata
Pero fortunata là một loài bướm đêm trong họ Geometridae.